# مایک فگناسپان
مایک فگناسپان (انگلیسی: Mike Feigenspan؛ زادهٔ ۵ اوت ۱۹۹۵) بازیکن فوتبال اهل آلمان است.
از باشگاه‌هایی که در آن بازی کرده‌است می‌توان به باشگاه فوتبال اوردینگن ۰۵ و باشگاه فوتبال آینتراخت برانشوایگ اشاره کرد.